# Ганс-Герман Юнге
Ганс-Герман Юнге (нім. Hans-Hermann Junge; 11 лютого 1914, Вільстер, Шлезвіг-Гольштайн — 13 серпня 1944, Дре, Франція) — оберштурмфюрер СС, другий камердинер і ад'ютант Адольфа Гітлера.

## Біографія
У 1933 році вступив у СС, в 1934 — в лейбштандарт. Станом на 1 липня 1936 року Юнге служив у загоні супроводу фюрера, який забезпечував особисту безпеку Гітлера. В 1940 році став камердинером Гітлера, вважався другим камердинером після Гайнца Лінге. Вони постійно сурпроводжували фюрера і відповідали за його повсякденне життя: будили Гітлера, допомагали підібрати гардероб, приносили важливі документи і листи, складали щоденне меню тощо. Юнге і Лінге працювали по черзі раз на 2 доби.
14 липня 1943 року Юнге перейшов у війська СС (12-та танкова дивізія СС «Гітлерюгенд») і вирушив на фронт. За словами його дружини, Юнге хотів відірватись від впливу Гітлера і повернути собі об'єктивне сприйняття реальності.
Загинув у бою. Похований на солдатському цвинтарі у Шампіньї-ла-Фютле.

## Особисте життя

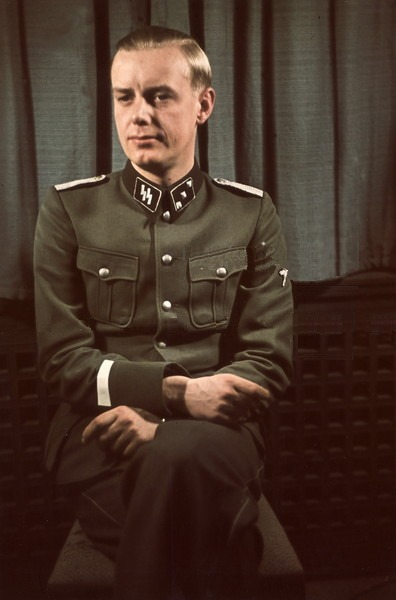
Юнге в 1944 році

19 червня 1943 року за сприянням фюрера одружився з Траудль Гумпс, останньою секретаркою Гітлера. Свідками на весіллі були ад'ютант Гітлера Отто Гюнше і його водій Еріх Кемпка.

## Нагороди[1]
- Почесний кинджал СС
- Орден Хреста Свободи 4-го класу з мечами (Фінляндія) (11 червня 1942)
- Медаль «За вислугу років у СС» 2-го класу (12 років)
- Залізний хрест 2-го класу (26 липня 1944)